# Henry Heimlich
Henry Jay Heimlich (Wilmington, 3 febbraio 1920 – Cincinnati, 17 dicembre 2016) è stato un medico statunitense, noto per aver inventato la manovra di Heimlich.

## Biografia
Henry Heimlich nacque da Philip e da Mary Epstein. I suoi nonni paterni erano immigrati ebrei di origine ungherese mentre i suoi nonni materni erano ebrei di origine russa.
Laureato all'Università di Cornell nel 1941, si è in seguito specializzato in medicina al Cornell Medical College nel 1943. La sua notorietà è principalmente dovuta al trattamento per il soffocamento da ostruzione delle vie aeree, trattamento che ha preso il suo nome. La prima pubblicazione delle sue ricerche in proposito avvenne nel 1974 con la descrizione di come praticare correttamente la manovra; nel giro di una settimana già una persona era stata salvata dal soffocamento. Da allora si stima che nei soli Stati Uniti tale manovra abbia salvato oltre 50.000 persone.
Heimlich, che ha pubblicato un suo libro di memorie dal titolo I miei 70 anni di innovazioni salvavita (Heimlich's Maneuvers: My Seventy Years Of Lifesaving Innovation) ha personalmente usato la sua tecnica solo per due emergenze: la prima, all'età di 80 anni, salvando il cliente di un ristorante nel 2003, secondo quanto riportava a suo tempo la BBC, e la seconda, sempre con successo, nel maggio 2016, su una residente della sua stessa casa di riposo a Cincinnati (Ohio).
Heimlich al momento della sua morte stava eseguendo ricerche sull'AIDS e sui tumori. Insegnava anche ulteriori tecniche per utilizzare la sua manovra in persone affette da asma e persone con fibrosi cistica.